# North-Wright Airways
North-Wright Airways ist eine kanadische Regional-Fluggesellschaft mit Sitz in Norman Wells in den Nordwest-Territorien. Sie betreibt Zubringerflüge zu mehreren Gemeinden sowie Charterflüge in den Nordwest-Territorien. Die Heimatbasis befindet sich am Norman Wells Airport. Die Fluggesellschaft entstand 1986 aus dem Zusammenschluss von Nahanni Air Service und North Wright Air.

## Flugziele
North-Wright Airways betreibt Linienflüge zu folgenden Zielen:
- Colville Lake, Deline, Fort Good Hope, Inuvik, Norman Wells, Tulita (Fort Norman) und Yellowknife.

Weiter werden tägliche Charterflüge zu den Seen und Gemeinden zu den Sahtu- und Delta-Regionen in den Northwest Territories angeboten.

## Flotte

### Aktuelle Flotte
Mit Stand März 2023 besteht die Flotte North-Wright Airways aus 16 Flugzeugen:
| Flugzeugtyp               | aktiv | bestellt | Anmerkungen | Sitzplätze |
| ------------------------- | ----- | -------- | ----------- | ---------- |
| Beechcraft 1900D          | 04    |          |             | 19         |
| Cessna 206                | 02    |          |             | 6          |
| Cessna 207                | 04    |          |             | 7          |
| Cessna 208 Grand Caravan  | 02    |          |             | 14         |
| de Havilland Canada DHC-6 | 02    |          |             | 19         |
| Helio Courier H-395       | 01    |          |             | 3–4        |
| Pilatus PC-6              | 01    |          |             | 7          |
| Gesamt                    | 16    |          |             |            |

### Ehemalige Flugzeugtypen
- 2 Beechcraft Model 99
- 1 Cessna Skymaster
- 3 Cessna 172
- 2 Cessna 185
- 1 Britten-Norman BN-2 Islander